# Slavkov pod Hostýnem
Slavkov pod Hostýnem é uma comuna checa localizada na região de Zlín, distrito de Kroměříž.